# George Harvey Muir
George Harvey Muir (* Oktober 1869; † 29. März 1939 in Southampton) war ein englischer Fußballspieler, -schiedsrichter und -funktionär sowie Cricketspieler und -funktionär. 

## Werdegang
Der hauptberufliche Lehrer Muir lief für St. Mary’s YMA auf, dabei stand er beim ersten Spiel in der Klubgeschichte am 21. November 1885 auf dem Spielfeld. 1889 beendete er seine Spielerkarriere beim Klub – er spielte weiterhin für die Mannschaft an seiner Schule in Winchester – und widmete sich ab 1894 der Schiedsrichterei. Dabei leitete er am 6. Oktober 1913 das Spiel um den FA Charity Shield zwischen der englischen Profinationalmannschaft rund um Mannschaftskapitän Bob Crompton und einer von Vivian Woodward angeführten englischen Amateurauswahl, das die Profis mit einem 7:2-Erfolg im Londoner The Den für sich entschieden. An selber Stelle pfiff er 1915 das Endspiel um den FA Amateur Cup zwischen dem FC Clapton und dem FC Bishop Auckland.
1915 rückte Muir in den Vorstand des FC Southampton auf, wie sich St. Mary’s YMA seit 1897 nannte. Während seiner bis 1936 dauernden Amtszeit erfolgte die Aufnahme des zuvor in der Southern League spielenden Klubs in die Football League sowie dort 1922 der Aufstieg von der Third Division in die Second Division zwei Jahre nach der Aufnahme. Zudem erwarb der Klub 1926 das Stadion The Dell, in dem er zuvor als Mieter seine Heimspiele ausgetragen hatte. 1934 wurde Muir zum Vorsitzenden des regionalen Fußballverbandes für Hampshire gewählt, das Amt hatte er bis zu seinem Tod fünf Jahre später inne.
Muir spielte zudem für den Deanery Cricket Club. Er war Sekretär des Hampshire County Cricket Club.